# پسچانویه (آستراخان)
پسچانویه (به لاتین: Peschanoye) یک منطقهٔ مسکونی در روسیه است که در Liman واقع شده‌است.